# Turzyca sina
Turzyca sina (Carex flacca Schreb.) – gatunek byliny z rodziny ciborowatych. Występuje w Europie, Afryce Północnej i południowo-zachodniej Azji. Jako introdukowana obecna jest w Ameryce Północnej, Argentynie, Nowej Zelandii i na Tasmanii. W Polsce jest rozpowszechniona w południowej części kraju, w Wielkopolsce, na Kujawach i Pomorzu Gdańskim, poza tym rozproszona.
Gatunek został opisany po raz pierwszy przez niemieckiego botanika Johana Christiana Daniela von Schrebera (1739-1810) w 1771 roku. Rok później ten sam gatunek opisał Giovanni Scopoli (1723-1788), włoski fizyk i naturalista pod nazwą Carex glauca (stanowiącą w efekcie synonim).

## Morfologia

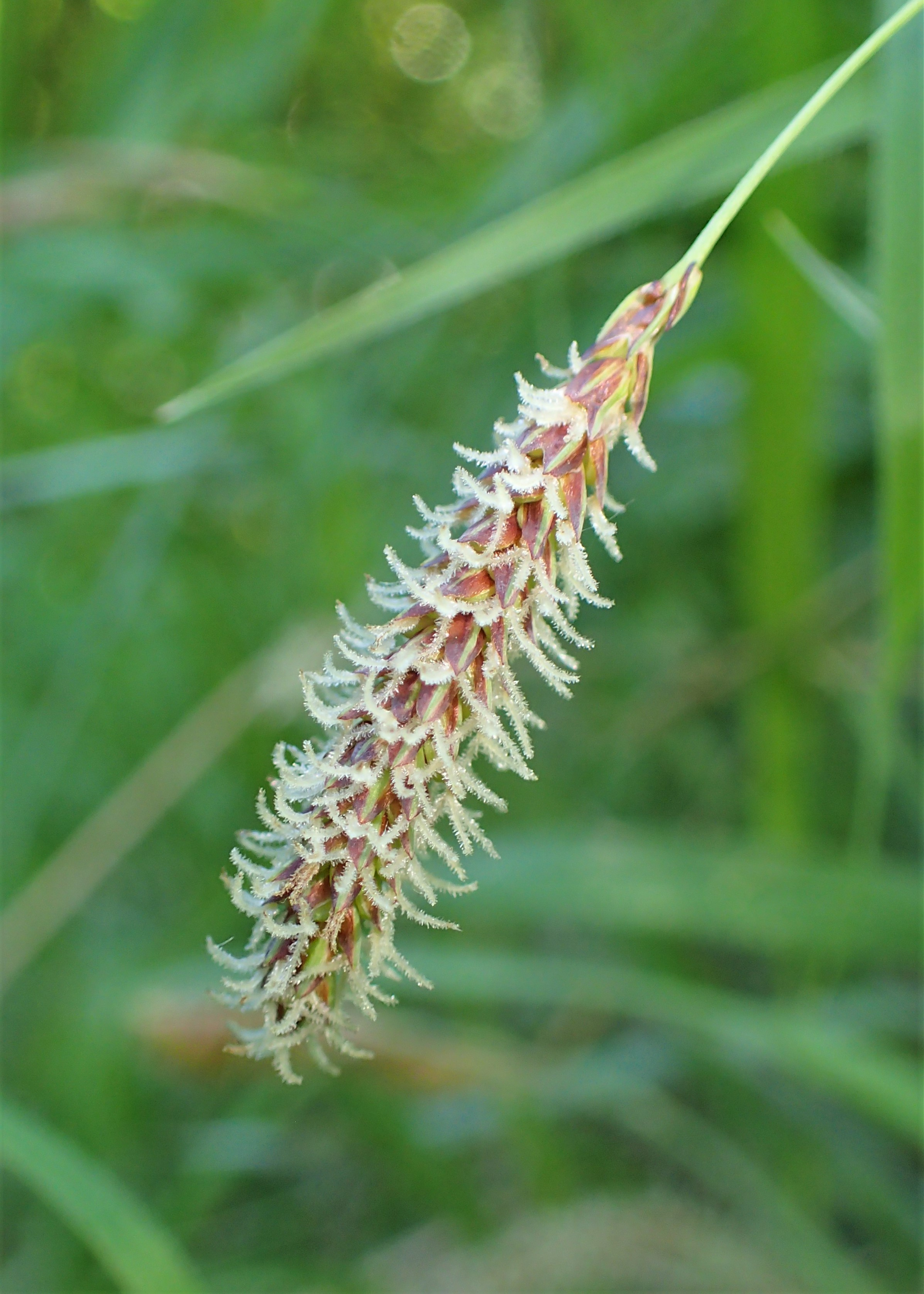
Kłosek żeński w czasie kwitnienia

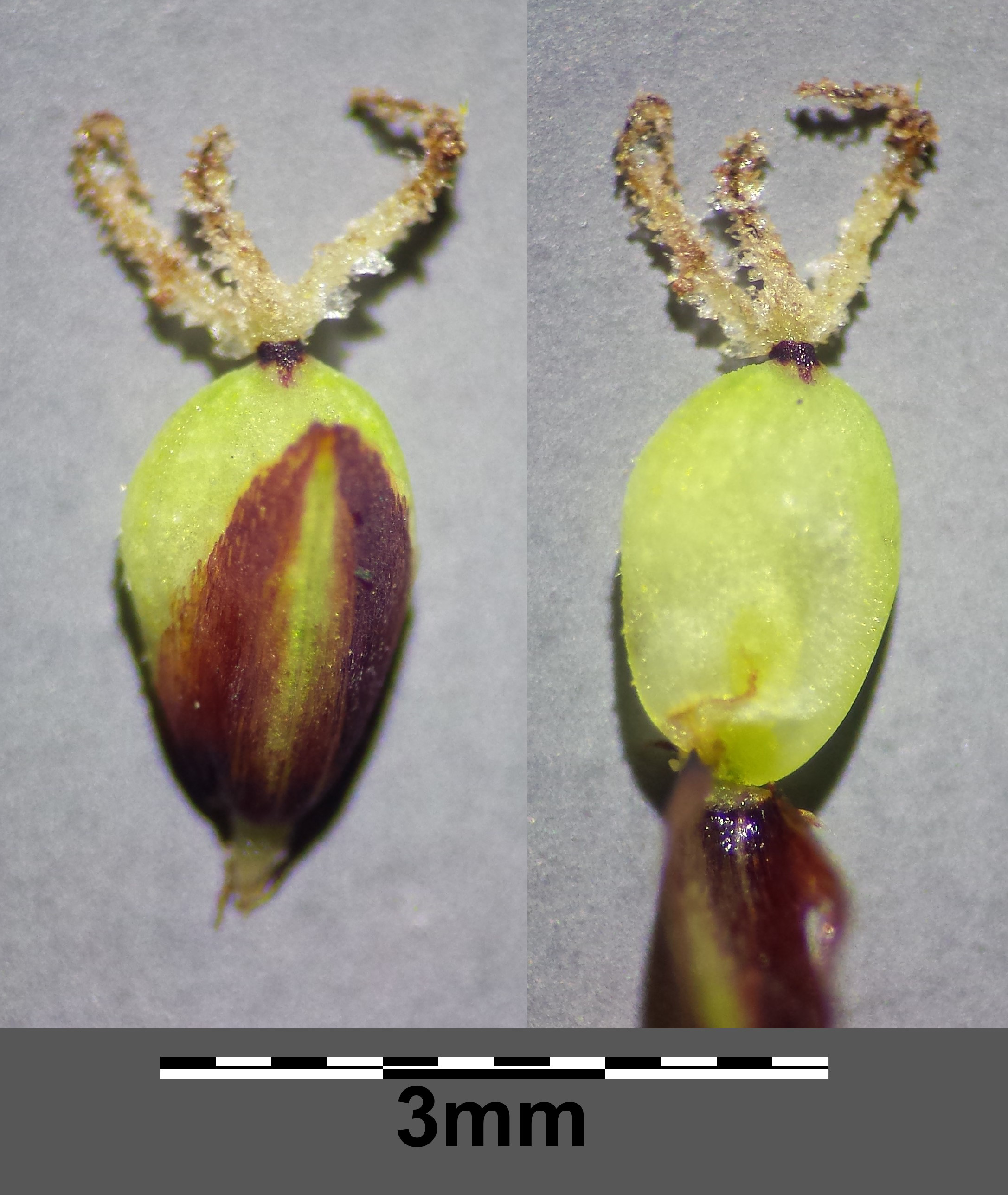
Przysadka i owoc

Bylina wytwarzająca kłącza i mierząca od 10 do 60 cm wysokości. Liście blado niebieskozielone.

## Biologia i ekologia
Powszechna na łąkach nawapiennych, mokradłach, rozlewiskach, torfowiskach niskich i bagnach. Kwitnienie od maja do czerwca, owocowanie od czerwca do września.
Występuje w zespole roślinnym Nardo-Caricetum glaucae Pałcz., będącym zespołem turzycy sinej i bliźniczki psiej trawki. Zbiorowisko to określane jest także jako podzespół Nardetum strictae caricosum glaucae. Zespół ten, wyraźnie antropogeniczny, występuje w Karpatach poniżej pięter reglowych, na niewielkich pochyłościach. Zajmuje też siedliska silnie kwaśne (pH 4-5), wilgotne, o obfitym spływie wody z położeń wyższych.
W badaniach z zachodniej Irlandii wykazano, że system korzeniowy turzycy sinej był skolonizowany przez podstawczaka Cortinarius (Dermocybe) cinnamomeus. Grzyb formował podobne do ektomikoryzy struktury, tworzące wyodrębnioną mufkę.

## Podejrzewane mieszańce
W Czechach i na Słowacji znaleziono rośliny morfologicznie pośrednie pomiędzy turzycą siną Carex flacca a turzycą filcowatą Carex tomentosa. Podejrzewano, że są one hybrydami pomiędzy tymi gatunkami. Wyniki badań ujawniły jednak konflikt między cechami morfologicznymi a markerami molekularnymi. Pomimo że cechy morfologiczne były kombinacją cech przypuszczalnych organizmów rodzicielskich, a część cechami pośrednimi, badania z wykorzystaniem markerów wskazały, że domniemany mieszaniec wyraźnie należał do Carex flacca. Wyniki badań zaprzeczyły prawdziwości doniesień o występowaniu hybryd C. flacca z C. tomentosa na terenie Czech i wschodniej Słowacji. Nie można jednak wykluczyć, że przypuszczalny mieszaniec turzycy sinej z turzycą filcowatą występuje w innym miejscu na terenie Europy.

## Uprawa
Łatwa w uprawie na średnio mokrych do mokrych glebach w miejscach półcienistych lub cienistych. Rośnie dobrze w wilgotnej glebie, a nawet w stojącej wodzie o głębokości do 30–60 cm, jednak jeśli roślina dobrze się przyjmie, będzie rosła również w przeciętnej glebie ogrodowej, mając umiarkowaną tolerancję na suszę. Może rosnąć w pełnym słońcu w klimacie umiarkowanym chłodnym. Zimozielona, gdy rośnie w strefie klimatu umiarkowanego ciepłego, jednak późną zimą lub gdy rośnie w strefie klimatu umiarkowanego chłodnego, liście powinny być obcięte.